# Lille land - hvad nu?
Lille land - hvad nu? er en film instrueret af Bent Christensen.

## Handling
Debatoplæg til Socialdemokratiets program Solidaritet og trivsel. Problemerne fra 1945 og til i dag ridses op: Vi skal producere os ud af problemerne, den offentlige sektor vokser, ungdomsoprøret, forskellige demonstrationer i 60'erne, forurening og farlige materialer. Der argumenteres for indførelse af ØD – økonomisk demokrati.